# Frísia Septentrional
Frísia Septentrional és la porció septentrional de Frísia, localitzada principalment a Alemanya. Inclou un cert nombre d'illes, com Sylt, Föhr, Amrum, Nordstrand, i Heligoland.

## Història
Fins al 1864, Frísia Septentrional formava part del ducat danès de Slesvig (Jutlàndia Meridional). Ara forma part de l'estat alemany de Slesvig-Holstein amb tota Frísia septentrional excepte Heligoland formen part del districte de Nordfriesland. El districte comprèn l'àrea tradicional de Frísia Septentrional de sud a est.

## Llengües i noms
Endemés d'alemany, a Frísia septentrional es parla baix alemany, alguns dialectes septentrionals del frisó, i danès, inclòs jutlandès meridional.
Frísia Septentrional és anomenada Nordfriesland en alemany i Noordfreesland en baix alemany. En les variants diaelctals frisones és dita Nordfraschlönj en Mooring, Noordfreeskluin en Wiedingharde, Nuurdfriislön' en Söl'ring, Nuurdfresklun o Nuardfresklun en Fering, i Nöördfreesklöön en Halligen. La region es diu Nordfrisland en danès.